# Delavalia saharae
Delavalia saharae is een eenoogkreeftjessoort uit de familie van de Miraciidae. De wetenschappelijke naam van de soort is voor het eerst geldig gepubliceerd in 1985 door Marinov & Apostolov.